# Stephen Brusatte
Stephen Louis "Steve" Brusatte (Ottawa, 24 de abril de 1984) é um paleontólogo, biólogo evolutivo, pesquisador, escritor e professor universitário norte-americano.
Especialista na anatomia e evolução dos dinossauros, se formou na Universidade de Chicago, concluiu seu mestrado em ciências pela Universidade de Bristol com direito a uma Bolsa Marshall. Defendeu mestrado em filosofia e doutorado pela Universidade Columbia. Atualmente, é Professor de Paleontologia e Evolução na Universidade de Edimburgo, na Escócia. Em abril de 2024, Brusatte foi eleito membro da Sociedade Real de Edimburgo.
Além de seus artigos científicos e monografias, Brusatte é conhecido por seus livros de divulgação científica. Seu livro Dinosaurs (2008) e o livro didático Dinosaur Paleobiology (2012) lhe renderam elogios, e ele se tornou paleontólogo residente e consultor científico para a BBC Earth e o filme "Walking With Dinosaurs", da 20th Century Fox, em 2013, que foi seguido pelo lançamento do seu livro Walking with Dinosaurs Encyclopedia. Seu livro The Rise and Fall of the Dinosaurs: A New History of a Lost World (2018), escrito para o público geral, foi bastante elogiado e se tornou um best-seller do New York Times. Em junho de 2022, publicou The Rise and Reign of the Mammals: A New History, from the Shadow of the Dinosaurs to Us.

## Biografia
Brusatte nasceu em Ottawa, Illinois, em 1984, filho de Jim e Roxanne Brusatte. Estudou na Ottawa Township High School e, em 2002, ingressou na Universidade de Chicago, onde se formou em Ciências Geofísicas em 2006, sob a orientação do paleontólogo Paul Sereno. Durante seu tempo na universidade, foi eleito "Student Marshal", a mais alta honra acadêmica concedida a alunos de graduação. Também recebeu o Prêmio de Escrita Científica da John Crerar Foundation e a Bolsa de Pesquisa para Graduandos do Instituto Howard Hughes. 
Em 2006, Brusatte ganhou uma Bolsa Marshall para estudar no Reino Unido. Ele entrou na Universidade de Bristol, onde concluiu seu mestrado em Paleobiologia e Ciências da Terra em 2008, com uma dissertação intitulada "Filogenia e Evolução dos Arcosauros Basais", sob a supervisão de Michael J. Benton. Depois, voltou para os Estados Unidos e ingressou na Universidade Columbia, onde concluiu seu mestrado em Filosofia em 2011 e seu doutorado em 2013, no Departamento de Ciências da Terra e Ambientais. Durante esse período, também trabalhou como pesquisador na Divisão de Paleontologia do Museu Americano de História Natural.
Em fevereiro de 2013, Brusatte tornou-se bolsista da Cadeira em Paleontologia de Vertebrados na Escola de Geociências da Universidade de Edimburgo. Também faz parte do conselho editorial da revista "Current Biology".